# Eleccions a les Juntes Generals del País Basc de 1983
Les eleccions a les Juntes Generals del País Basc de 1983 es van celebrar el 8 de maig de 1983, escollint-se als membres de les Juntes Generals d'Àlaba, de Guipúscoa i de Biscaia.
Al llarg de la mateixa jornada, es van celebrar també eleccions a la majoria dels Parlaments Autonòmics d'Espanya (amb excepció dels parlaments d'Euskadi, Galícia, Catalunya i Andalusia); als Cabildos Insulars canaris; als Consells Insulars de Balears; i als concejos de Navarra; així com les eleccions municipals.

## Candidats
En la següent taula es mostren els candidats a les Juntes Generals del País Basc, per part de les formacions polítiques que comptaven amb representació abans de les eleccions:
| Lurrande i Diputat General en l'anterior legislatura | Candidats | Observacions |
| ---------------------------------------------------- | --- | ------------ |
| Àlaba Emilio Guevara (EAJ-PNV)                       | - EAJ-PNV: Juan María Ollora - PSE: - AP-PDP-UL: - HB: No presentà candidatura - EE: José María Salbidegoitia                     |              |
| Guipúscoa Xabier Aizarna (EAJ-PNV)                   | - EAJ-PNV: José Antonio Ardanza - PSE: Javier Gómez Piñeiro - HB: No presentà candidatura - EE: - AP-PDP-UL: José Clavero Peralta |              |
| Biscaia José María Makua (EAJ-PNV)                   | - EAJ-PNV: José María Makua - PSE: - HB: No presentà candidatura - AP-PDP-UL: - EE:                                               |              |

## Modificació de la llei electoral
El 7 de març de 1983, dos mesos abans de la cita electoral, el Parlament Basc va modificar el sistema electoral per a les Juntes Generals. Aquesta modificació afectava al mapa de circumscripcions electorals de cada lurralde, en el qual es traslladava la referència dels districtes electorals a les Comarques de Biscaia i Guipúscoa; i a les Quadrilles alabeses. D'altra banda s'homogeneïtzava el sistema d'elecció dels membres als tres territoris així com la fixació del mateix nombre de representants a escollir en cadascuna de les Juntes Generals, que finalment es va determinar en 51 membres:
Àlaba va passar de 18 a set circumscripcions. Es van abolir les 18 Germandats creades en 1979, i en el seu lloc es van adoptar les Quadrilles com a circumscripcions electorals, concretament aquestes Quadrilles són Añana, Aiara, Kampezu, Laguardia-Rioja Alabesa, Agurain, Vitòria i Zuia. D'altra banda, l'elecció de procuradors va passar a ser d'elecció directa igual que Biscaia i Guipúscoa i no en funció del nombre de regidors de cada partit com en 1979.
Guipúscoa va passar de quatre a set circumscripcions. Les antigues circumscripcions fixades en 1979 estaven referenciades als antics partits judicials d'Azpeitia, Sant Sebastià, Tolosa i Bergara. En 1983 es van canviar els partits judicials per les comarques com a referència per fixar els districtes electorals. Les Comarques són *Bidasoa-*Oihartzun, Deba-Bekoa, Deba-Garaia, Donostia, Goiherri, Tolosa i Urola. D'altra banda el nombre de junteros es va reduir de 81 a 51.
Biscaia va passar de quatre a sis circumscripcions. Les antigues circumscripcions fixades en 1979 estaven referenciades en els antics partits judicials de Bilbao, Durango, Guernica i Balmaseda. En 1983 es van canviar els partits judicials per les comarques com a referència per fixar els districtes electorals. Les Comarques són Arratia-Ibaialdeak, Bilbo, Busturia-Markina, Durango, Enkarterriak i Uribe. D'altra banda el nombre d'apoderats es va reduir de 90 a 51.
| Modificació de les circumscripcions electorals                                                              |                                      | |                                      |
| 1979 | 1979                                 | 1983 | 1983                                 |
| Àlaba 57 procuradors (Repartits en 18 Germandats)                                                           | Circumscripcions d'Àraba el 1979     | Àlaba 51 procuradors - Añana: 2 - Aiara: 13 - Kampezu: 2 - Laguardia-Rioja Alavesa: 4 - Agurain: 3 - Vitoria: 25 - Zuia: 2         | Circumscripcions a Àraba el 1983     |
| Guipúscoa 81 junteros - Azpeitia: 11 - Sant Sebastià: 38 - Tolosa: 13 - Bergara: 19                         | Circumscripcions a Guipúscoa el 1979 | Guipúscoa 51 junteros - Bidasoa-Oihartzun: 10 - Deba-Bekoa: 5 - Deba-Garaia: 6 - Donostia: 14 - Goiherri: 6 - Tolosa: 5 - Urola: 5 | Circumscripcions a Guipúscoa el 1983 |
| Biscaia 90 apoderats - Primera-Bilbao: 31 - Segona-Gernika: 17 - Tercera-Durango: 17 - Quarta-Balmaseda: 25 | Circumscripcions a Biscaia el 1979   | Biscaia 51 apoderats - Arratia-Ibaialdeak: 7 - Bilbo: 14 - Busturia-Markina: 5 - Durango: 5 - Enkarterriak: 12 - Uribe: 8          | Circumscripcions a Biscaia el 1983   |

## Resultats electorals
Per optar al repartiment d'escons en una circumscripció, la candidatura ha d'obtenir almenys el 3% dels vots vàlids emesos en aquesta circumscripció.
| ← Eleccions a les Juntes Generals del País Basc de 1983 →                                                                                 | |              |         |        |        |     |
| Lurralde | Diputat general i govern | Partit       | Vots    | %      | Escons | +/- |
| Àlaba 51 procuradors (-6)a - Añana: 2 - Aiara: 13 - Kampezu: 2 - Laguardia-Rioja Alavesa: 4 - Agurain: 3 - Vitoria/Gazteiz: 25 - Zuia: 2  | - Diputat general: Juan María Ollora (EAJ-PNV) - Govern: EAJ-PNV - Cens: 186.870 - Abstenció: 61.828 (33,09%) - Nuls: 1.793 (1,43%) - En blanc: 920 (0,74%)       | EAJ-PNV      | 45.657  | 37,39% | 23     | 3   |
| Àlaba 51 procuradors (-6)a - Añana: 2 - Aiara: 13 - Kampezu: 2 - Laguardia-Rioja Alavesa: 4 - Agurain: 3 - Vitoria/Gazteiz: 25 - Zuia: 2  | - Diputat general: Juan María Ollora (EAJ-PNV) - Govern: EAJ-PNV - Cens: 186.870 - Abstenció: 61.828 (33,09%) - Nuls: 1.793 (1,43%) - En blanc: 920 (0,74%)       | PSE          | 34.890  | 28,57% | 14     | 7   |
| Àlaba 51 procuradors (-6)a - Añana: 2 - Aiara: 13 - Kampezu: 2 - Laguardia-Rioja Alavesa: 4 - Agurain: 3 - Vitoria/Gazteiz: 25 - Zuia: 2  | - Diputat general: Juan María Ollora (EAJ-PNV) - Govern: EAJ-PNV - Cens: 186.870 - Abstenció: 61.828 (33,09%) - Nuls: 1.793 (1,43%) - En blanc: 920 (0,74%)       | AP-PDP-UL    | 19.147  | 15,68% | 9      | 9   |
| Àlaba 51 procuradors (-6)a - Añana: 2 - Aiara: 13 - Kampezu: 2 - Laguardia-Rioja Alavesa: 4 - Agurain: 3 - Vitoria/Gazteiz: 25 - Zuia: 2  | - Diputat general: Juan María Ollora (EAJ-PNV) - Govern: EAJ-PNV - Cens: 186.870 - Abstenció: 61.828 (33,09%) - Nuls: 1.793 (1,43%) - En blanc: 920 (0,74%)       | HB           | 10.872  | 8,9%   | 4      | 4   |
| Àlaba 51 procuradors (-6)a - Añana: 2 - Aiara: 13 - Kampezu: 2 - Laguardia-Rioja Alavesa: 4 - Agurain: 3 - Vitoria/Gazteiz: 25 - Zuia: 2  | - Diputat general: Juan María Ollora (EAJ-PNV) - Govern: EAJ-PNV - Cens: 186.870 - Abstenció: 61.828 (33,09%) - Nuls: 1.793 (1,43%) - En blanc: 920 (0,74%)       | EE           | 7.571   | 6,2%   | 1      | 1   |
| Àlaba 51 procuradors (-6)a - Añana: 2 - Aiara: 13 - Kampezu: 2 - Laguardia-Rioja Alavesa: 4 - Agurain: 3 - Vitoria/Gazteiz: 25 - Zuia: 2  | - Diputat general: Juan María Ollora (EAJ-PNV) - Govern: EAJ-PNV - Cens: 186.870 - Abstenció: 61.828 (33,09%) - Nuls: 1.793 (1,43%) - En blanc: 920 (0,74%)       | CDS          | 2.163   | 1,77%  | 0      | =   |
| Àlaba 51 procuradors (-6)a - Añana: 2 - Aiara: 13 - Kampezu: 2 - Laguardia-Rioja Alavesa: 4 - Agurain: 3 - Vitoria/Gazteiz: 25 - Zuia: 2  | - Diputat general: Juan María Ollora (EAJ-PNV) - Govern: EAJ-PNV - Cens: 186.870 - Abstenció: 61.828 (33,09%) - Nuls: 1.793 (1,43%) - En blanc: 920 (0,74%)       | PCE-EPK      | 1.070   | 0,88%  | 0      | =   |
| Àlaba 51 procuradors (-6)a - Añana: 2 - Aiara: 13 - Kampezu: 2 - Laguardia-Rioja Alavesa: 4 - Agurain: 3 - Vitoria/Gazteiz: 25 - Zuia: 2  | - Diputat general: Juan María Ollora (EAJ-PNV) - Govern: EAJ-PNV - Cens: 186.870 - Abstenció: 61.828 (33,09%) - Nuls: 1.793 (1,43%) - En blanc: 920 (0,74%)       | UCD          | ---     | ---    | ---    | 14  |
| Àlaba 51 procuradors (-6)a - Añana: 2 - Aiara: 13 - Kampezu: 2 - Laguardia-Rioja Alavesa: 4 - Agurain: 3 - Vitoria/Gazteiz: 25 - Zuia: 2  | - Diputat general: Juan María Ollora (EAJ-PNV) - Govern: EAJ-PNV - Cens: 186.870 - Abstenció: 61.828 (33,09%) - Nuls: 1.793 (1,43%) - En blanc: 920 (0,74%)       | Independents | ---     | ---    | ---    | 10  |
| Guipúscoa 51 junteros (-30)b - Bidasoa-Oihartzun: 10 - Deba-Bekoa: 5 - Deba-Garaia: 6 - Donostia: 14 - Goiherri: 6 - Tolosa: 5 - Urola: 5 | - Diputat general: José Antonio Ardanza (EAJ-PNV) - Govern: EAJ-PNV - Cens: 509.949 - Abstenció: 316.769 (62,12%) - Nuls: 3.999 (1,26%) - En blanc: 2.373 (0,75%) | EAJ-PNV      | 126.656 | 40,8%  | 25     | 8   |
| Guipúscoa 51 junteros (-30)b - Bidasoa-Oihartzun: 10 - Deba-Bekoa: 5 - Deba-Garaia: 6 - Donostia: 14 - Goiherri: 6 - Tolosa: 5 - Urola: 5 | - Diputat general: José Antonio Ardanza (EAJ-PNV) - Govern: EAJ-PNV - Cens: 509.949 - Abstenció: 316.769 (62,12%) - Nuls: 3.999 (1,26%) - En blanc: 2.373 (0,75%) | PSE          | 71.583  | 23,06% | 12     | =   |
| Guipúscoa 51 junteros (-30)b - Bidasoa-Oihartzun: 10 - Deba-Bekoa: 5 - Deba-Garaia: 6 - Donostia: 14 - Goiherri: 6 - Tolosa: 5 - Urola: 5 | - Diputat general: José Antonio Ardanza (EAJ-PNV) - Govern: EAJ-PNV - Cens: 509.949 - Abstenció: 316.769 (62,12%) - Nuls: 3.999 (1,26%) - En blanc: 2.373 (0,75%) | HB           | 60.027  | 19,34% | 10     | 9   |
| Guipúscoa 51 junteros (-30)b - Bidasoa-Oihartzun: 10 - Deba-Bekoa: 5 - Deba-Garaia: 6 - Donostia: 14 - Goiherri: 6 - Tolosa: 5 - Urola: 5 | - Diputat general: José Antonio Ardanza (EAJ-PNV) - Govern: EAJ-PNV - Cens: 509.949 - Abstenció: 316.769 (62,12%) - Nuls: 3.999 (1,26%) - En blanc: 2.373 (0,75%) | EE           | 32.358  | 10,42% | 3      | 7   |
| Guipúscoa 51 junteros (-30)b - Bidasoa-Oihartzun: 10 - Deba-Bekoa: 5 - Deba-Garaia: 6 - Donostia: 14 - Goiherri: 6 - Tolosa: 5 - Urola: 5 | - Diputat general: José Antonio Ardanza (EAJ-PNV) - Govern: EAJ-PNV - Cens: 509.949 - Abstenció: 316.769 (62,12%) - Nuls: 3.999 (1,26%) - En blanc: 2.373 (0,75%) | AP-PDP-UL    | 12.977  | 4,18%  | 1      | 1   |
| Guipúscoa 51 junteros (-30)b - Bidasoa-Oihartzun: 10 - Deba-Bekoa: 5 - Deba-Garaia: 6 - Donostia: 14 - Goiherri: 6 - Tolosa: 5 - Urola: 5 | - Diputat general: José Antonio Ardanza (EAJ-PNV) - Govern: EAJ-PNV - Cens: 509.949 - Abstenció: 316.769 (62,12%) - Nuls: 3.999 (1,26%) - En blanc: 2.373 (0,75%) | PCE-EPK      | 5.139   | 1,66%  | 0      | =   |
| Guipúscoa 51 junteros (-30)b - Bidasoa-Oihartzun: 10 - Deba-Bekoa: 5 - Deba-Garaia: 6 - Donostia: 14 - Goiherri: 6 - Tolosa: 5 - Urola: 5 | - Diputat general: José Antonio Ardanza (EAJ-PNV) - Govern: EAJ-PNV - Cens: 509.949 - Abstenció: 316.769 (62,12%) - Nuls: 3.999 (1,26%) - En blanc: 2.373 (0,75%) | CDS          | 1.012   | 0,33%  | 0      | =   |
| Guipúscoa 51 junteros (-30)b - Bidasoa-Oihartzun: 10 - Deba-Bekoa: 5 - Deba-Garaia: 6 - Donostia: 14 - Goiherri: 6 - Tolosa: 5 - Urola: 5 | - Diputat general: José Antonio Ardanza (EAJ-PNV) - Govern: EAJ-PNV - Cens: 509.949 - Abstenció: 316.769 (62,12%) - Nuls: 3.999 (1,26%) - En blanc: 2.373 (0,75%) | UCD          | ---     | ---    | ---    | 3   |
| Biscaia 51 apoderats (-39)c - Arratia-Ibaialdeak: 7 - Bilbo: 14 - Busturia-Markina: 5 - Durango: 5 - Enkarterriak: 12 - Uribe: 8          | - Diputat general: José María Makua (EAJ-PNV) - Govern: EAJ-PNV - Cens: 871.988 - Abstenció: 300.268 (34,43%) - Nuls: 6.785 (1,19%) - En blanc: 2.711 (0,47%)     | EAJ-PNV      | 223.572 | 39,77% | 26     | 14  |
| Biscaia 51 apoderats (-39)c - Arratia-Ibaialdeak: 7 - Bilbo: 14 - Busturia-Markina: 5 - Durango: 5 - Enkarterriak: 12 - Uribe: 8          | - Diputat general: José María Makua (EAJ-PNV) - Govern: EAJ-PNV - Cens: 871.988 - Abstenció: 300.268 (34,43%) - Nuls: 6.785 (1,19%) - En blanc: 2.711 (0,47%)     | PSE          | 156.963 | 27,92% | 13     | 1   |
| Biscaia 51 apoderats (-39)c - Arratia-Ibaialdeak: 7 - Bilbo: 14 - Busturia-Markina: 5 - Durango: 5 - Enkarterriak: 12 - Uribe: 8          | - Diputat general: José María Makua (EAJ-PNV) - Govern: EAJ-PNV - Cens: 871.988 - Abstenció: 300.268 (34,43%) - Nuls: 6.785 (1,19%) - En blanc: 2.711 (0,47%)     | HB           | 71.582  | 12,73% | 6      | 13  |
| Biscaia 51 apoderats (-39)c - Arratia-Ibaialdeak: 7 - Bilbo: 14 - Busturia-Markina: 5 - Durango: 5 - Enkarterriak: 12 - Uribe: 8          | - Diputat general: José María Makua (EAJ-PNV) - Govern: EAJ-PNV - Cens: 871.988 - Abstenció: 300.268 (34,43%) - Nuls: 6.785 (1,19%) - En blanc: 2.711 (0,47%)     | AP-PDP-UL    | 55.962  | 9,95%  | 4      | 4   |
| Biscaia 51 apoderats (-39)c - Arratia-Ibaialdeak: 7 - Bilbo: 14 - Busturia-Markina: 5 - Durango: 5 - Enkarterriak: 12 - Uribe: 8          | - Diputat general: José María Makua (EAJ-PNV) - Govern: EAJ-PNV - Cens: 871.988 - Abstenció: 300.268 (34,43%) - Nuls: 6.785 (1,19%) - En blanc: 2.711 (0,47%)     | EE           | 39.229  | 6,98%  | 2      | 1   |
| Biscaia 51 apoderats (-39)c - Arratia-Ibaialdeak: 7 - Bilbo: 14 - Busturia-Markina: 5 - Durango: 5 - Enkarterriak: 12 - Uribe: 8          | - Diputat general: José María Makua (EAJ-PNV) - Govern: EAJ-PNV - Cens: 871.988 - Abstenció: 300.268 (34,43%) - Nuls: 6.785 (1,19%) - En blanc: 2.711 (0,47%)     | PCE-EPK      | 14.181  | 2,52%  | 0      | 3   |
| Biscaia 51 apoderats (-39)c - Arratia-Ibaialdeak: 7 - Bilbo: 14 - Busturia-Markina: 5 - Durango: 5 - Enkarterriak: 12 - Uribe: 8          | - Diputat general: José María Makua (EAJ-PNV) - Govern: EAJ-PNV - Cens: 871.988 - Abstenció: 300.268 (34,43%) - Nuls: 6.785 (1,19%) - En blanc: 2.711 (0,47%)     | UCD          | ---     | ---    | ---    | 10  |

a Sis procuradors menys respecte a 1979.

b 30 junteros menys respecte a 1979.

c 39 apoderats menys respecte a 1979.

## Resultats electorals por circumscripcions

### Àlaba
| ← Eleccions a les Juntes Generals d'Àlaba de 1983 → | |           |        |        |             |
| Quadrilla                                           | Cens | Partit    | Vots   | %      | Procuradors |
| Añana 2 procuradors                                 | - Cens: 4.769 - Votants: 3.364 (70,54%) - Abstenció: 1.405 (29,46%) - Nuls: 73 (2,17%) - Vàlids: 3.291 - Blancs: 48 (1,43%) - A candidatures: 3.243           | EAJ-PNV   | 1.438  | 44,34% | 1           |
| Añana 2 procuradors                                 | - Cens: 4.769 - Votants: 3.364 (70,54%) - Abstenció: 1.405 (29,46%) - Nuls: 73 (2,17%) - Vàlids: 3.291 - Blancs: 48 (1,43%) - A candidatures: 3.243           | AP-PDP-UL | 1.092  | 33,67% | 1           |
| Añana 2 procuradors                                 | - Cens: 4.769 - Votants: 3.364 (70,54%) - Abstenció: 1.405 (29,46%) - Nuls: 73 (2,17%) - Vàlids: 3.291 - Blancs: 48 (1,43%) - A candidatures: 3.243           | PSE       | 583    | 17,98% | 0           |
| Añana 2 procuradors                                 | - Cens: 4.769 - Votants: 3.364 (70,54%) - Abstenció: 1.405 (29,46%) - Nuls: 73 (2,17%) - Vàlids: 3.291 - Blancs: 48 (1,43%) - A candidatures: 3.243           | EE        | 130    | 4,01%  | 0           |
| Aiara 13 procuradors                                | - Cens: 24.286 - Votants: 16.822 (69,27%) - Abstenció: 7.464 (30,73%) - Nuls: 197 (1,17%) - Vàids: 16.625 - Blancs: 97 (0,58%) - A candidatures: 16.300       | EAJ-PNV   | 6.236  | 38,26% | 6           |
| Aiara 13 procuradors                                | - Cens: 24.286 - Votants: 16.822 (69,27%) - Abstenció: 7.464 (30,73%) - Nuls: 197 (1,17%) - Vàids: 16.625 - Blancs: 97 (0,58%) - A candidatures: 16.300       | PSE       | 3.137  | 19,25% | 3           |
| Aiara 13 procuradors                                | - Cens: 24.286 - Votants: 16.822 (69,27%) - Abstenció: 7.464 (30,73%) - Nuls: 197 (1,17%) - Vàids: 16.625 - Blancs: 97 (0,58%) - A candidatures: 16.300       | HB        | 3.011  | 18,47% | 2           |
| Aiara 13 procuradors                                | - Cens: 24.286 - Votants: 16.822 (69,27%) - Abstenció: 7.464 (30,73%) - Nuls: 197 (1,17%) - Vàids: 16.625 - Blancs: 97 (0,58%) - A candidatures: 16.300       | AP-PDP-UL | 2.350  | 14,42% | 2           |
| Aiara 13 procuradors                                | - Cens: 24.286 - Votants: 16.822 (69,27%) - Abstenció: 7.464 (30,73%) - Nuls: 197 (1,17%) - Vàids: 16.625 - Blancs: 97 (0,58%) - A candidatures: 16.300       | EE        | 825    | 5,06%  | 0           |
| Aiara 13 procuradors                                | - Cens: 24.286 - Votants: 16.822 (69,27%) - Abstenció: 7.464 (30,73%) - Nuls: 197 (1,17%) - Vàids: 16.625 - Blancs: 97 (0,58%) - A candidatures: 16.300       | AILL      | 741    | 4,55%  | 0           |
| Kampezu 2 procuradors                               | - Cens: 2.989 - Votants: 2.003 (67,01%) - Abstenció: 986 (32,99%) - Nulo: 50 (2,5%) - Vàlids: 1.953 - Blancs: 13 (0,65%) - A candidatures: 1.940              | EAJ-PNV   | 948    | 48,87% | 1           |
| Kampezu 2 procuradors                               | - Cens: 2.989 - Votants: 2.003 (67,01%) - Abstenció: 986 (32,99%) - Nulo: 50 (2,5%) - Vàlids: 1.953 - Blancs: 13 (0,65%) - A candidatures: 1.940              | AP-PDP-UL | 543    | 27,99% | 1           |
| Kampezu 2 procuradors                               | - Cens: 2.989 - Votants: 2.003 (67,01%) - Abstenció: 986 (32,99%) - Nulo: 50 (2,5%) - Vàlids: 1.953 - Blancs: 13 (0,65%) - A candidatures: 1.940              | PSE       | 297    | 15,31% | 0           |
| Kampezu 2 procuradors                               | - Cens: 2.989 - Votants: 2.003 (67,01%) - Abstenció: 986 (32,99%) - Nulo: 50 (2,5%) - Vàlids: 1.953 - Blancs: 13 (0,65%) - A candidatures: 1.940              | EE        | 152    | 7,84%  | 0           |
| Laguardia-Rioja Alavesa 4 procuradors               | - Cens: 7.695 - Votants: 6.192 (80,47%) - Abstenció: 1.503 (19,53%) - Nuls: 100 (1,61%) - Vàlids: 6.092 - Blancs: 36 (0,58%) - A candidatures: 6.056          | EAJ-PNV   | 2.489  | 41,1%  | 2           |
| Laguardia-Rioja Alavesa 4 procuradors               | - Cens: 7.695 - Votants: 6.192 (80,47%) - Abstenció: 1.503 (19,53%) - Nuls: 100 (1,61%) - Vàlids: 6.092 - Blancs: 36 (0,58%) - A candidatures: 6.056          | AP-PDP-UL | 1.958  | 32,33% | 1           |
| Laguardia-Rioja Alavesa 4 procuradors               | - Cens: 7.695 - Votants: 6.192 (80,47%) - Abstenció: 1.503 (19,53%) - Nuls: 100 (1,61%) - Vàlids: 6.092 - Blancs: 36 (0,58%) - A candidatures: 6.056          | PSE       | 1.029  | 16,99% | 1           |
| Laguardia-Rioja Alavesa 4 procuradors               | - Cens: 7.695 - Votants: 6.192 (80,47%) - Abstenció: 1.503 (19,53%) - Nuls: 100 (1,61%) - Vàlids: 6.092 - Blancs: 36 (0,58%) - A candidatures: 6.056          | HB        | 299    | 4,94%  | 0           |
| Laguardia-Rioja Alavesa 4 procuradors               | - Cens: 7.695 - Votants: 6.192 (80,47%) - Abstenció: 1.503 (19,53%) - Nuls: 100 (1,61%) - Vàlids: 6.092 - Blancs: 36 (0,58%) - A candidatures: 6.056          | EE        | 281    | 4,64%  | 0           |
| Agurain 3 procuradores                              | - Cens: 7.013 - Votants: 4.333 (61,79%) - Abstenció: 2.680 (38,21%) - Nuls: 151 (3,48%) - Vàlids: 4.282 - Blancs: 194 (4,48%) - A candidatures: 3.988         | EAJ-PNV   | 2.448  | 61,38% | 2           |
| Agurain 3 procuradores                              | - Cens: 7.013 - Votants: 4.333 (61,79%) - Abstenció: 2.680 (38,21%) - Nuls: 151 (3,48%) - Vàlids: 4.282 - Blancs: 194 (4,48%) - A candidatures: 3.988         | PSE       | 824    | 20,66% | 1           |
| Agurain 3 procuradores                              | - Cens: 7.013 - Votants: 4.333 (61,79%) - Abstenció: 2.680 (38,21%) - Nuls: 151 (3,48%) - Vàlids: 4.282 - Blancs: 194 (4,48%) - A candidatures: 3.988         | EE        | 726    | 18,2%  | 0           |
| Vitoria/Gazteiz 25 procuradors                      | - Cens: 135.666 - Votants: 89.508 (65,98%) - Abstenció: 46.158 (34,02%) - Nulo: 1.127 (1,26%) - Vàlids: 88.381 - Blancs: 381 (0,43%) - A candidatures: 88.000 | EAJ-PNV   | 30.033 | 34,13% | 9           |
| Vitoria/Gazteiz 25 procuradors                      | - Cens: 135.666 - Votants: 89.508 (65,98%) - Abstenció: 46.158 (34,02%) - Nulo: 1.127 (1,26%) - Vàlids: 88.381 - Blancs: 381 (0,43%) - A candidatures: 88.000 | PSE       | 28.511 | 32,4%  | 9           |
| Vitoria/Gazteiz 25 procuradors                      | - Cens: 135.666 - Votants: 89.508 (65,98%) - Abstenció: 46.158 (34,02%) - Nulo: 1.127 (1,26%) - Vàlids: 88.381 - Blancs: 381 (0,43%) - A candidatures: 88.000 | AP-PDP-UL | 13.204 | 15%    | 4           |
| Vitoria/Gazteiz 25 procuradors                      | - Cens: 135.666 - Votants: 89.508 (65,98%) - Abstenció: 46.158 (34,02%) - Nulo: 1.127 (1,26%) - Vàlids: 88.381 - Blancs: 381 (0,43%) - A candidatures: 88.000 | HB        | 7.562  | 8,59%  | 2           |
| Vitoria/Gazteiz 25 procuradors                      | - Cens: 135.666 - Votants: 89.508 (65,98%) - Abstenció: 46.158 (34,02%) - Nulo: 1.127 (1,26%) - Vàlids: 88.381 - Blancs: 381 (0,43%) - A candidatures: 88.000 | EE        | 5.457  | 6,2%   | 1           |
| Vitoria/Gazteiz 25 procuradors                      | - Cens: 135.666 - Votants: 89.508 (65,98%) - Abstenció: 46.158 (34,02%) - Nulo: 1.127 (1,26%) - Vàlids: 88.381 - Blancs: 381 (0,43%) - A candidatures: 88.000 | CDS       | 2.163  | 2,46%  | 0           |
| Vitoria/Gazteiz 25 procuradors                      | - Cens: 135.666 - Votants: 89.508 (65,98%) - Abstenció: 46.158 (34,02%) - Nulo: 1.127 (1,26%) - Vàlids: 88.381 - Blancs: 381 (0,43%) - A candidatures: 88.000 | PCE-EPK   | 1.070  | 1,22%  | 0           |
| Zuia 2 procuradors                                  | - Cens: 4.452 - Votants: 2.820 (63,34%) - Abstenció: 1.632 (36,66%) - Nuls: 95 (3,37%) - Vàlids: 2.725 - Blancs: 151 (5,35%) - A candidatures: 2.574          | EAJ-PNV   | 2.065  | 80,23% | 2           |
| Zuia 2 procuradors                                  | - Cens: 4.452 - Votants: 2.820 (63,34%) - Abstenció: 1.632 (36,66%) - Nuls: 95 (3,37%) - Vàlids: 2.725 - Blancs: 151 (5,35%) - A candidatures: 2.574          | PSE       | 509    | 19,77% | 0           |

### Guipúscoa
| ← Eleccions a les Juntes Generals de Guipúscoa de 1983 → | |           |        |        |          |
| Comarca                                                  | Cens | Partit    | Vots   | %      | Junteros |
| Bidasoa-Oihartzun 10 junteros                            | - Cens: 103.287 - Votants: 63.230 (61,22%) - Abstenció: 40.057 (38,78%) - Nuls: 780 (1,23%) - Vàlids: 62.450 - Blancs: 285 (0,45%) - A candidatures: 62.165 | PSE       | 20.496 | 32,97% | 4        |
| Bidasoa-Oihartzun 10 junteros                            | - Cens: 103.287 - Votants: 63.230 (61,22%) - Abstenció: 40.057 (38,78%) - Nuls: 780 (1,23%) - Vàlids: 62.450 - Blancs: 285 (0,45%) - A candidatures: 62.165 | EAJ-PNV   | 19.307 | 31,06% | 3        |
| Bidasoa-Oihartzun 10 junteros                            | - Cens: 103.287 - Votants: 63.230 (61,22%) - Abstenció: 40.057 (38,78%) - Nuls: 780 (1,23%) - Vàlids: 62.450 - Blancs: 285 (0,45%) - A candidatures: 62.165 | HB        | 11.665 | 18,76% | 2        |
| Bidasoa-Oihartzun 10 junteros                            | - Cens: 103.287 - Votants: 63.230 (61,22%) - Abstenció: 40.057 (38,78%) - Nuls: 780 (1,23%) - Vàlids: 62.450 - Blancs: 285 (0,45%) - A candidatures: 62.165 | EE        | 6.644  | 10,69% | 1        |
| Bidasoa-Oihartzun 10 junteros                            | - Cens: 103.287 - Votants: 63.230 (61,22%) - Abstenció: 40.057 (38,78%) - Nuls: 780 (1,23%) - Vàlids: 62.450 - Blancs: 285 (0,45%) - A candidatures: 62.165 | AP-PDP-UL | 3.106  | 5%     | 0        |
| Bidasoa-Oihartzun 10 junteros                            | - Cens: 103.287 - Votants: 63.230 (61,22%) - Abstenció: 40.057 (38,78%) - Nuls: 780 (1,23%) - Vàlids: 62.450 - Blancs: 285 (0,45%) - A candidatures: 62.165 | PCE-EKP   | 947    | 1,52%  | 0        |
| Deba Bekoa 5 junteros                                    | - Cens: 50.055 - Votants: 31.824 (63,58%) - Abstenció: 18.231 (36,42%) - Nuls: 553 (1,74%) - Vàlids: 31.271 - Blancs: 375 (1,18%) - A candidatures: 30.896  | EAJ-PNV   | 13.894 | 44,97% | 3        |
| Deba Bekoa 5 junteros                                    | - Cens: 50.055 - Votants: 31.824 (63,58%) - Abstenció: 18.231 (36,42%) - Nuls: 553 (1,74%) - Vàlids: 31.271 - Blancs: 375 (1,18%) - A candidatures: 30.896  | PSE       | 8.523  | 27,59% | 1        |
| Deba Bekoa 5 junteros                                    | - Cens: 50.055 - Votants: 31.824 (63,58%) - Abstenció: 18.231 (36,42%) - Nuls: 553 (1,74%) - Vàlids: 31.271 - Blancs: 375 (1,18%) - A candidatures: 30.896  | HB        | 5.202  | 16,84% | 1        |
| Deba Bekoa 5 junteros                                    | - Cens: 50.055 - Votants: 31.824 (63,58%) - Abstenció: 18.231 (36,42%) - Nuls: 553 (1,74%) - Vàlids: 31.271 - Blancs: 375 (1,18%) - A candidatures: 30.896  | EE        | 2.794  | 9,04%  | 0        |
| Deba Bekoa 5 junteros                                    | - Cens: 50.055 - Votants: 31.824 (63,58%) - Abstenció: 18.231 (36,42%) - Nuls: 553 (1,74%) - Vàlids: 31.271 - Blancs: 375 (1,18%) - A candidatures: 30.896  | PCE-EPK   | 483    | 1,56%  | 0        |
| Deba Garaia 6 junteros                                   | - Cens: 49.216 - Votants: 33.088 (67,23%) - Abstenció: 16.128 (32,77%) - Nuls: 479 (1,45%) - Vàlids: 32.609 - Blancs: 214 (0,65%) - A candidatures: 32.395  | EAJ-PNV   | 16.345 | 50,46% | 4        |
| Deba Garaia 6 junteros                                   | - Cens: 49.216 - Votants: 33.088 (67,23%) - Abstenció: 16.128 (32,77%) - Nuls: 479 (1,45%) - Vàlids: 32.609 - Blancs: 214 (0,65%) - A candidatures: 32.395  | HB        | 7.007  | 21,63% | 1        |
| Deba Garaia 6 junteros                                   | - Cens: 49.216 - Votants: 33.088 (67,23%) - Abstenció: 16.128 (32,77%) - Nuls: 479 (1,45%) - Vàlids: 32.609 - Blancs: 214 (0,65%) - A candidatures: 32.395  | PSE       | 5.380  | 16,61% | 1        |
| Deba Garaia 6 junteros                                   | - Cens: 49.216 - Votants: 33.088 (67,23%) - Abstenció: 16.128 (32,77%) - Nuls: 479 (1,45%) - Vàlids: 32.609 - Blancs: 214 (0,65%) - A candidatures: 32.395  | EE        | 2.680  | 8,27%  | 0        |
| Deba Garaia 6 junteros                                   | - Cens: 49.216 - Votants: 33.088 (67,23%) - Abstenció: 16.128 (32,77%) - Nuls: 479 (1,45%) - Vàlids: 32.609 - Blancs: 214 (0,65%) - A candidatures: 32.395  | LKI       | 645    | 1,99%  | 0        |
| Deba Garaia 6 junteros                                   | - Cens: 49.216 - Votants: 33.088 (67,23%) - Abstenció: 16.128 (32,77%) - Nuls: 479 (1,45%) - Vàlids: 32.609 - Blancs: 214 (0,65%) - A candidatures: 32.395  | PCE-EPK   | 338    | 1,04%  | 0        |
| Donostia 14 junteros                                     | - Cens: 165.343 - Votants: 97.827 (59,17%) - Abstenció: 67.516 (40,83%) - Nuls: 693 (0,71%) - Vàlids: 97.134 - Blancs: 402 (0,41%) - A candidatures: 96.732 | EAJ-PNV   | 32.873 | 33,98% | 5        |
| Donostia 14 junteros                                     | - Cens: 165.343 - Votants: 97.827 (59,17%) - Abstenció: 67.516 (40,83%) - Nuls: 693 (0,71%) - Vàlids: 97.134 - Blancs: 402 (0,41%) - A candidatures: 96.732 | PSE       | 23.832 | 24,64% | 4        |
| Donostia 14 junteros                                     | - Cens: 165.343 - Votants: 97.827 (59,17%) - Abstenció: 67.516 (40,83%) - Nuls: 693 (0,71%) - Vàlids: 97.134 - Blancs: 402 (0,41%) - A candidatures: 96.732 | HB        | 18.752 | 19,39% | 3        |
| Donostia 14 junteros                                     | - Cens: 165.343 - Votants: 97.827 (59,17%) - Abstenció: 67.516 (40,83%) - Nuls: 693 (0,71%) - Vàlids: 97.134 - Blancs: 402 (0,41%) - A candidatures: 96.732 | AP-PDP-UL | 9.871  | 10,2%  | 1        |
| Donostia 14 junteros                                     | - Cens: 165.343 - Votants: 97.827 (59,17%) - Abstenció: 67.516 (40,83%) - Nuls: 693 (0,71%) - Vàlids: 97.134 - Blancs: 402 (0,41%) - A candidatures: 96.732 | EE        | 9.137  | 9,45%  | 1        |
| Donostia 14 junteros                                     | - Cens: 165.343 - Votants: 97.827 (59,17%) - Abstenció: 67.516 (40,83%) - Nuls: 693 (0,71%) - Vàlids: 97.134 - Blancs: 402 (0,41%) - A candidatures: 96.732 | PCE-EPK   | 1.255  | 1,3%   | 0        |
| Donostia 14 junteros                                     | - Cens: 165.343 - Votants: 97.827 (59,17%) - Abstenció: 67.516 (40,83%) - Nuls: 693 (0,71%) - Vàlids: 97.134 - Blancs: 402 (0,41%) - A candidatures: 96.732 | CDS       | 1.012  | 1,05%  | 0        |
| Goiherri 6 junteros                                      | - Cens: 53.034 - Votants: 35.681 (67,28%) - Abstenció: 17.353 (32,72%) - Nuls: 445 (1,25%) - Vàlids: 35.236 - Blancs: 312 (0,87%) - A candidatures: 34.924  | EAJ-PNV   | 16.739 | 47,93% | 3        |
| Goiherri 6 junteros                                      | - Cens: 53.034 - Votants: 35.681 (67,28%) - Abstenció: 17.353 (32,72%) - Nuls: 445 (1,25%) - Vàlids: 35.236 - Blancs: 312 (0,87%) - A candidatures: 34.924  | HB        | 6.839  | 19,58% | 1        |
| Goiherri 6 junteros                                      | - Cens: 53.034 - Votants: 35.681 (67,28%) - Abstenció: 17.353 (32,72%) - Nuls: 445 (1,25%) - Vàlids: 35.236 - Blancs: 312 (0,87%) - A candidatures: 34.924  | PSE       | 5.539  | 15,86% | 1        |
| Goiherri 6 junteros                                      | - Cens: 53.034 - Votants: 35.681 (67,28%) - Abstenció: 17.353 (32,72%) - Nuls: 445 (1,25%) - Vàlids: 35.236 - Blancs: 312 (0,87%) - A candidatures: 34.924  | EE        | 4.321  | 12,37% | 1        |
| Goiherri 6 junteros                                      | - Cens: 53.034 - Votants: 35.681 (67,28%) - Abstenció: 17.353 (32,72%) - Nuls: 445 (1,25%) - Vàlids: 35.236 - Blancs: 312 (0,87%) - A candidatures: 34.924  | PCE-EPK   | 1.486  | 4,25%  | 0        |
| Tolosa 5 junteros                                        | - Cens: 43.896 - Votants: 26.149 (59,57%) - Abstenció: 17.747 (40,43%) - Nuls: 458 (1,75%) - Vàlids: 25.691 - Blancs: 395 (1,51%) - A candidatures: 25.296  | EAJ-PNV   | 10.966 | 43,35% | 3        |
| Tolosa 5 junteros                                        | - Cens: 43.896 - Votants: 26.149 (59,57%) - Abstenció: 17.747 (40,43%) - Nuls: 458 (1,75%) - Vàlids: 25.691 - Blancs: 395 (1,51%) - A candidatures: 25.296  | HB        | 5.869  | 23,2%  | 1        |
| Tolosa 5 junteros                                        | - Cens: 43.896 - Votants: 26.149 (59,57%) - Abstenció: 17.747 (40,43%) - Nuls: 458 (1,75%) - Vàlids: 25.691 - Blancs: 395 (1,51%) - A candidatures: 25.296  | PSE       | 4.416  | 17,46% | 1        |
| Tolosa 5 junteros                                        | - Cens: 43.896 - Votants: 26.149 (59,57%) - Abstenció: 17.747 (40,43%) - Nuls: 458 (1,75%) - Vàlids: 25.691 - Blancs: 395 (1,51%) - A candidatures: 25.296  | EE        | 3.647  | 14,42% | 0        |
| Tolosa 5 junteros                                        | - Cens: 43.896 - Votants: 26.149 (59,57%) - Abstenció: 17.747 (40,43%) - Nuls: 458 (1,75%) - Vàlids: 25.691 - Blancs: 395 (1,51%) - A candidatures: 25.296  | PCE-EPK   | 398    | 1,57%  | 0        |
| Urola 5 junteros                                         | - Cens: 45.118 - Votants: 28.970 (64,21%) - Abstenció: 16.148 (35,79%) - Nuls: 591 (2,04%) - Vàlids: 28.379 - Blancs: 390 (1,35%) - A candidatures: 27.989  | EAJ-PNV   | 16.532 | 59,07% | 4        |
| Urola 5 junteros                                         | - Cens: 45.118 - Votants: 28.970 (64,21%) - Abstenció: 16.148 (35,79%) - Nuls: 591 (2,04%) - Vàlids: 28.379 - Blancs: 390 (1,35%) - A candidatures: 27.989  | HB        | 4.693  | 16,77% | 1        |
| Urola 5 junteros                                         | - Cens: 45.118 - Votants: 28.970 (64,21%) - Abstenció: 16.148 (35,79%) - Nuls: 591 (2,04%) - Vàlids: 28.379 - Blancs: 390 (1,35%) - A candidatures: 27.989  | PSE       | 3.397  | 12,14% | 0        |
| Urola 5 junteros                                         | - Cens: 45.118 - Votants: 28.970 (64,21%) - Abstenció: 16.148 (35,79%) - Nuls: 591 (2,04%) - Vàlids: 28.379 - Blancs: 390 (1,35%) - A candidatures: 27.989  | EE        | 3.135  | 11,2%  | 0        |
| Urola 5 junteros                                         | - Cens: 45.118 - Votants: 28.970 (64,21%) - Abstenció: 16.148 (35,79%) - Nuls: 591 (2,04%) - Vàlids: 28.379 - Blancs: 390 (1,35%) - A candidatures: 27.989  | PCE-EPK   | 232    | 0,83%  | 0        |

### Biscaia
| ← Eleccions a les Juntes Generals de Biscaia de 1983 → | |           |        |        |           |
| Comarca                                                | Cens | Partit    | Vots   | %      | Apoderats |
| Arratia-Ibaialdeak 7 apoderats                         | - Cens: 98.189 - Votants: 66.301 (67,52%) - Abstenció: 31.888 (32,48%) - Nuls: 820 (1,24%) - Vàlids: 65.481 - Blancs: 271 (0,41%) - A candidatures: 65.204       | EAJ-PNV   | 29.226 | 44,82% | 4         |
| Arratia-Ibaialdeak 7 apoderats                         | - Cens: 98.189 - Votants: 66.301 (67,52%) - Abstenció: 31.888 (32,48%) - Nuls: 820 (1,24%) - Vàlids: 65.481 - Blancs: 271 (0,41%) - A candidatures: 65.204       | PSE       | 16.656 | 25,54% | 2         |
| Arratia-Ibaialdeak 7 apoderats                         | - Cens: 98.189 - Votants: 66.301 (67,52%) - Abstenció: 31.888 (32,48%) - Nuls: 820 (1,24%) - Vàlids: 65.481 - Blancs: 271 (0,41%) - A candidatures: 65.204       | HB        | 10.168 | 15,59% | 1         |
| Arratia-Ibaialdeak 7 apoderats                         | - Cens: 98.189 - Votants: 66.301 (67,52%) - Abstenció: 31.888 (32,48%) - Nuls: 820 (1,24%) - Vàlids: 65.481 - Blancs: 271 (0,41%) - A candidatures: 65.204       | EE        | 3.531  | 5,42%  | 0         |
| Arratia-Ibaialdeak 7 apoderats                         | - Cens: 98.189 - Votants: 66.301 (67,52%) - Abstenció: 31.888 (32,48%) - Nuls: 820 (1,24%) - Vàlids: 65.481 - Blancs: 271 (0,41%) - A candidatures: 65.204       | AP-PDP-UL | 3.436  | 5,27%  | 0         |
| Arratia-Ibaialdeak 7 apoderats                         | - Cens: 98.189 - Votants: 66.301 (67,52%) - Abstenció: 31.888 (32,48%) - Nuls: 820 (1,24%) - Vàlids: 65.481 - Blancs: 271 (0,41%) - A candidatures: 65.204       | PCE-EKP   | 2.187  | 3,35%  | 0         |
| Bilbo 14 apoderats                                     | - Cens: 297.185 - Votants: 186.482 (62,75%) - Abstenció: 110.703 (37,25%) - Nuls: 2.053 (1,1%) - Vàlids: 184.429 - Blancs: 768 (0,41%) - A candidatures: 183.661 | EAJ-PNV   | 68.140 | 37,1%  | 6         |
| Bilbo 14 apoderats                                     | - Cens: 297.185 - Votants: 186.482 (62,75%) - Abstenció: 110.703 (37,25%) - Nuls: 2.053 (1,1%) - Vàlids: 184.429 - Blancs: 768 (0,41%) - A candidatures: 183.661 | PSE       | 52.675 | 28,68% | 4         |
| Bilbo 14 apoderats                                     | - Cens: 297.185 - Votants: 186.482 (62,75%) - Abstenció: 110.703 (37,25%) - Nuls: 2.053 (1,1%) - Vàlids: 184.429 - Blancs: 768 (0,41%) - A candidatures: 183.661 | AP-PDP-UL | 27.901 | 15,19% | 2         |
| Bilbo 14 apoderats                                     | - Cens: 297.185 - Votants: 186.482 (62,75%) - Abstenció: 110.703 (37,25%) - Nuls: 2.053 (1,1%) - Vàlids: 184.429 - Blancs: 768 (0,41%) - A candidatures: 183.661 | HB        | 18.520 | 10,08% | 1         |
| Bilbo 14 apoderats                                     | - Cens: 297.185 - Votants: 186.482 (62,75%) - Abstenció: 110.703 (37,25%) - Nuls: 2.053 (1,1%) - Vàlids: 184.429 - Blancs: 768 (0,41%) - A candidatures: 183.661 | EE        | 13.471 | 7,33%  | 1         |
| Bilbo 14 apoderats                                     | - Cens: 297.185 - Votants: 186.482 (62,75%) - Abstenció: 110.703 (37,25%) - Nuls: 2.053 (1,1%) - Vàlids: 184.429 - Blancs: 768 (0,41%) - A candidatures: 183.661 | PCE-EPK   | 2.954  | 1,61%  | 0         |
| Busturia-Markina 5 apoderats                           | - Cens: 55.992 - Votants: 37.829 (67,56%) - Abstenció: 18.163 (32,44%) - Nuls: 596 (1,58%) - Vàlids: 37.233 - Blancs: 160 (0,42%) - A candidatures: 37.073       | EAJ-PNV   | 23.094 | 62,29% | 4         |
| Busturia-Markina 5 apoderats                           | - Cens: 55.992 - Votants: 37.829 (67,56%) - Abstenció: 18.163 (32,44%) - Nuls: 596 (1,58%) - Vàlids: 37.233 - Blancs: 160 (0,42%) - A candidatures: 37.073       | HB        | 8.688  | 23,43% | 1         |
| Busturia-Markina 5 apoderats                           | - Cens: 55.992 - Votants: 37.829 (67,56%) - Abstenció: 18.163 (32,44%) - Nuls: 596 (1,58%) - Vàlids: 37.233 - Blancs: 160 (0,42%) - A candidatures: 37.073       | EE        | 2.657  | 7,17%  | 0         |
| Busturia-Markina 5 apoderats                           | - Cens: 55.992 - Votants: 37.829 (67,56%) - Abstenció: 18.163 (32,44%) - Nuls: 596 (1,58%) - Vàlids: 37.233 - Blancs: 160 (0,42%) - A candidatures: 37.073       | PSE       | 1.333  | 3,6%   | 0         |
| Busturia-Markina 5 apoderats                           | - Cens: 55.992 - Votants: 37.829 (67,56%) - Abstenció: 18.163 (32,44%) - Nuls: 596 (1,58%) - Vàlids: 37.233 - Blancs: 160 (0,42%) - A candidatures: 37.073       | AP-PDP-UL | 1.301  | 3,51%  | 0         |
| Durango 5 apoderats                                    | - Cens: 50.961 - Votants: 34.686 (68,06%) - Abstenció: 16.275 (31,94%) - Nuls: 449 (1,29%) - Vàlids: 34.237 - Blancs: 202 (0,58%) - A candidatures: 34.035       | EAJ-PNV   | 14.225 | 41,8%  | 3         |
| Durango 5 apoderats                                    | - Cens: 50.961 - Votants: 34.686 (68,06%) - Abstenció: 16.275 (31,94%) - Nuls: 449 (1,29%) - Vàlids: 34.237 - Blancs: 202 (0,58%) - A candidatures: 34.035       | PSE       | 8.709  | 25,59% | 1         |
| Durango 5 apoderats                                    | - Cens: 50.961 - Votants: 34.686 (68,06%) - Abstenció: 16.275 (31,94%) - Nuls: 449 (1,29%) - Vàlids: 34.237 - Blancs: 202 (0,58%) - A candidatures: 34.035       | HB        | 4.798  | 14,1%  | 1         |
| Durango 5 apoderats                                    | - Cens: 50.961 - Votants: 34.686 (68,06%) - Abstenció: 16.275 (31,94%) - Nuls: 449 (1,29%) - Vàlids: 34.237 - Blancs: 202 (0,58%) - A candidatures: 34.035       | AP-PDP-UL | 3.102  | 9,11%  | 0         |
| Durango 5 apoderats                                    | - Cens: 50.961 - Votants: 34.686 (68,06%) - Abstenció: 16.275 (31,94%) - Nuls: 449 (1,29%) - Vàlids: 34.237 - Blancs: 202 (0,58%) - A candidatures: 34.035       | EE        | 2.420  | 7,11%  | 0         |
| Durango 5 apoderats                                    | - Cens: 50.961 - Votants: 34.686 (68,06%) - Abstenció: 16.275 (31,94%) - Nuls: 449 (1,29%) - Vàlids: 34.237 - Blancs: 202 (0,58%) - A candidatures: 34.035       | PCE-EPK   | 781    | 2,29%  | 0         |
| Enkarterriak 12 apoderats                              | - Cens: 249.008 - Votants: 165.159 (66,33%) - Abstenció: 83.849 (33,67%) - Nuls: 1.918 (1,16%) - Vàlids: 163.241 - Blancs: 928 (0,56%) - A candidatures: 162.308 | PSE       | 63.783 | 39,3%  | 5         |
| Enkarterriak 12 apoderats                              | - Cens: 249.008 - Votants: 165.159 (66,33%) - Abstenció: 83.849 (33,67%) - Nuls: 1.918 (1,16%) - Vàlids: 163.241 - Blancs: 928 (0,56%) - A candidatures: 162.308 | EAJ-PNV   | 48.294 | 29,75% | 4         |
| Enkarterriak 12 apoderats                              | - Cens: 249.008 - Votants: 165.159 (66,33%) - Abstenció: 83.849 (33,67%) - Nuls: 1.918 (1,16%) - Vàlids: 163.241 - Blancs: 928 (0,56%) - A candidatures: 162.308 | HB        | 18.964 | 11,68% | 1         |
| Enkarterriak 12 apoderats                              | - Cens: 249.008 - Votants: 165.159 (66,33%) - Abstenció: 83.849 (33,67%) - Nuls: 1.918 (1,16%) - Vàlids: 163.241 - Blancs: 928 (0,56%) - A candidatures: 162.308 | AP-PDP-UL | 12.001 | 7,39%  | 1         |
| Enkarterriak 12 apoderats                              | - Cens: 249.008 - Votants: 165.159 (66,33%) - Abstenció: 83.849 (33,67%) - Nuls: 1.918 (1,16%) - Vàlids: 163.241 - Blancs: 928 (0,56%) - A candidatures: 162.308 | EE        | 11.120 | 6,85%  | 1         |
| Enkarterriak 12 apoderats                              | - Cens: 249.008 - Votants: 165.159 (66,33%) - Abstenció: 83.849 (33,67%) - Nuls: 1.918 (1,16%) - Vàlids: 163.241 - Blancs: 928 (0,56%) - A candidatures: 162.308 | PCE-EPK   | 7.561  | 4,66%  | 0         |
| Enkarterriak 12 apoderats                              | - Cens: 249.008 - Votants: 165.159 (66,33%) - Abstenció: 83.849 (33,67%) - Nuls: 1.918 (1,16%) - Vàlids: 163.241 - Blancs: 928 (0,56%) - A candidatures: 162.308 | LC        | 585    | 0,36%  | 0         |
| Uribe 8 apoderats                                      | - Cens: 120.653 - Votants: 81.263 (67,35%) - Abstenció: 39.390 (32,65%) - Nuls: 949 (1,17%) - Vàlids: 80.314 - Blancs: 382 (0,47%) - A candidatures: 79.932      | EAJ-PNV   | 40.593 | 50,78% | 5         |
| Uribe 8 apoderats                                      | - Cens: 120.653 - Votants: 81.263 (67,35%) - Abstenció: 39.390 (32,65%) - Nuls: 949 (1,17%) - Vàlids: 80.314 - Blancs: 382 (0,47%) - A candidatures: 79.932      | PSE       | 13.807 | 17,27% | 1         |
| Uribe 8 apoderats                                      | - Cens: 120.653 - Votants: 81.263 (67,35%) - Abstenció: 39.390 (32,65%) - Nuls: 949 (1,17%) - Vàlids: 80.314 - Blancs: 382 (0,47%) - A candidatures: 79.932      | HB        | 10.444 | 13,07% | 1         |
| Uribe 8 apoderats                                      | - Cens: 120.653 - Votants: 81.263 (67,35%) - Abstenció: 39.390 (32,65%) - Nuls: 949 (1,17%) - Vàlids: 80.314 - Blancs: 382 (0,47%) - A candidatures: 79.932      | AP-PDP-UL | 8.221  | 10,28% | 1         |
| Uribe 8 apoderats                                      | - Cens: 120.653 - Votants: 81.263 (67,35%) - Abstenció: 39.390 (32,65%) - Nuls: 949 (1,17%) - Vàlids: 80.314 - Blancs: 382 (0,47%) - A candidatures: 79.932      | EE        | 6.030  | 7,54%  | 0         |
| Uribe 8 apoderats                                      | - Cens: 120.653 - Votants: 81.263 (67,35%) - Abstenció: 39.390 (32,65%) - Nuls: 949 (1,17%) - Vàlids: 80.314 - Blancs: 382 (0,47%) - A candidatures: 79.932      | PCE-EPK   | 698    | 0,87%  | 0         |
| Uribe 8 apoderats                                      | - Cens: 120.653 - Votants: 81.263 (67,35%) - Abstenció: 39.390 (32,65%) - Nuls: 949 (1,17%) - Vàlids: 80.314 - Blancs: 382 (0,47%) - A candidatures: 79.932      | LC        | 139    | 0,17%  | 0         |